# Monocoptopera
Monocoptopera és un gènere d'arnes de la família Crambidae. Conté només una espècie, Monocoptopera ecmetallescens, que es troba a l'illa d'Ambon.